# Francis Pegahmagabow

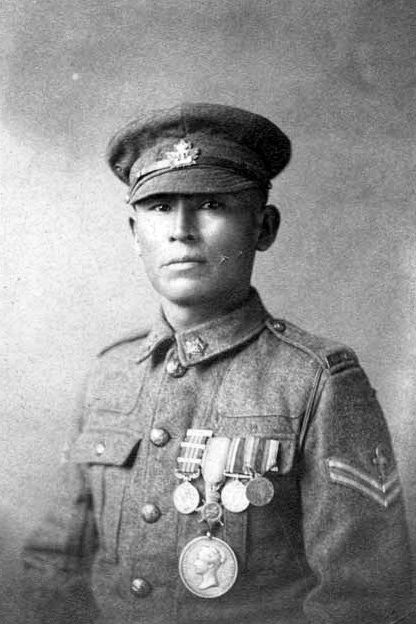
Francis Pegahmagabow, kurz nach dem Ersten Weltkrieg

Francis Pegahmagabow (* 9. März 1891; † 5. August 1952), ein kanadischer Indianer vom Stamm der Ojibweg, war der erfolgreichste Scharfschütze des Ersten Weltkriegs und der am höchsten ausgezeichnete Indianersoldat in der kanadischen Militärgeschichte. Er soll 378 Deutsche getötet und 300 weitere gefangen genommen haben. Später im Leben war er Häuptling bzw. Ratsmitglied seines Stammes auf dem Gebiet der heutigen Wasauksing First Nation. Als Aktivist im Rahmen der indianischen Emanzipationsbewegung bekleidete er führende Positionen in mehreren Indianerorganisationen. Dabei korrespondierte er mit anderen bekannten indianischen Aktivisten wie Fred Loft (Mohawk), Jules Sioui (Hurone), Andrew Paull (Squamish) und John Tootoosis (Cree).

## Frühe Lebensjahre
Francis Pegahmagabow wurde am 9. März 1891 im heutigen Shawanaga-First-Nation-Reservat in Nobel, Ontario, geboren. In seiner Muttersprache Ojibwe hieß er Binaaswi („der Wind, der wegweht“). Schon mit drei Jahren verlor er seinen Vater, den Stammeshäuptling Michael Pegahmagabow, durch eine schwere Infektionskrankheit. Seine Mutter Mary Contin kehrte, nachdem sie sich mit der gleichen Krankheit angesteckt hatte, in ihre Heimat, das Reservat Henvey Inlet (heute: Hevey Inlet First Nation) zurück. An die Vaterstelle trat nun der Stammesälteste Noah Nebimanyquod, der seinerzeit bereits Pegahmagabows verwaisten Vater großgezogen hatte. Er brachte ihm das Jagen und Fischen bei, während seine Mutter ihn in traditionellen Heilmethoden unterrichtete. In religiöser Hinsicht praktizierte Pegahmagabow eine Mischung aus Katholizismus und anishinabischer (ojibwischer) Spiritualität.
Im Jahr 1912 gelang es Pegahmagabow trotz Widerständen, auch aus dem eigenen Stamm, einen öffentlichen Schulabschluss zu erwerben. Seit dem Sommer desselben Jahres arbeitete er für das Ministerium für Marine und Fischerei an den Großen Seen als Marinefeuerwehrmann.

## Militärischer Werdegang
Nach Ausbruch des Ersten Weltkriegs meldete sich Pegahmagabow im August 1914 freiwillig für die Canadian Expeditionary Force (CEF), trotz der diskriminierenden Haltung der kanadischen Regierung, die Minderheiten zunächst vom Militärdienst ausschloss. Pegahmagabow wurde in das 23. kanadische Regiment (Northern Pioneers) versetzt. Nach seinem Eintritt in die kanadische Armee war er zunächst im Camp Valcartier stationiert. Dort dekorierte er sein Armeezelt mit traditionellen Symbolen, darunter einem Karibu, dem Symbol seines Clans. Im Februar 1915 wurde er mit dem ersten Kontingent kanadischer Truppen – dem 1. Infanteriebataillon der 1. Kanadischen Division – nach Europa verschifft. Seine Kameraden gaben ihm den Spitznamen „Peggy“.
Kurz nach seiner Ankunft auf dem Kontinent kämpfte Pegahmagabow in der Zweiten Schlacht von Ypern, wo die Deutschen zum ersten Mal Chlorgas einsetzten, was bei ihm ein lebenslanges Lungenleiden hinterließ. Während dieser Schlacht begann er sich einen Ruf als Scharfschütze und Späher aufzubauen. Nach der Schlacht wurde er zum Lance Corporal befördert. 1916 nahm sein Bataillon an der Schlacht an der Somme teil, bei der er am linken Bein verwundet wurde. Er erholte sich rechtzeitig, um zum 1. Bataillon zurückzukehren, als dieses nach Belgien verlegt wurde. Während dieser beiden Schlachten hatte er sich als Meldegänger bewährt und erhielt dafür die Militärmedaille.
Bei der Zweiten Schlacht von Passchendaele um den 6. und 7. November 1917 hatte das Bataillon des inzwischen zum Korporal beförderten Pegahmagabow den Befehl, das Dorf anzugreifen. Bei diesen Kämpfen spielte er wiederum eine wichtige Rolle als Meldegänger zwischen den Einheiten an der Flanke des 1. Bataillons. Es gelang ihm unter anderem, verirrte Verstärkungstruppen an den vorgesehenen Stellen in die Kampflinie einzugliedern. Daraufhin erhielt Pegahmagabow den ersten Wiederholungsbalken (Bar) der Militärmedaille.
Am 30. August 1918, während der Schlacht an der Scarpe im Rahmen der Hundert-Tage-Offensive, trug Pegahmagabow wesentlich dazu bei, einen deutschen Gegenangriff zu vereiteln. Als seiner Kompanie die Munition ausging und sie im Begriff stand, umzingelt zu werden, wagte er sich trotz heftigem deutschen Maschinengewehrfeuer durch das Niemandsland, um neue Munition zu besorgen, was letztendlich entscheidend zum Erfolg seiner Einheit beitrug. Für diese Tat erhielt er – als einer von nur 39 Kanadiern – einen zweiten Balken für seine Militärmedaille.
Nach Kriegsende wurde Pegahmagabow 1919 als dienstuntauglich entlassen und nach Kanada zurückgeführt. Insgesamt wurde ihm zugeschrieben, (mit dem viel kritisierten Ross-Gewehr) 378 Deutsche getötet und 300 weitere gefangen genommen zu haben. Zum Zeitpunkt seiner Entlassung hatte er den Rang eines Sergeant Major erreicht. In Anerkennung seiner während des gesamten Krieges ununterbrochenen Dienstzeit erhielt er den 1914–15-Stern („1914–15 Star“), die Britische Kriegsmedaille („British War Medal“) und die Siegesmedaille („Victory Medal“).

## Nach dem Ersten Weltkrieg

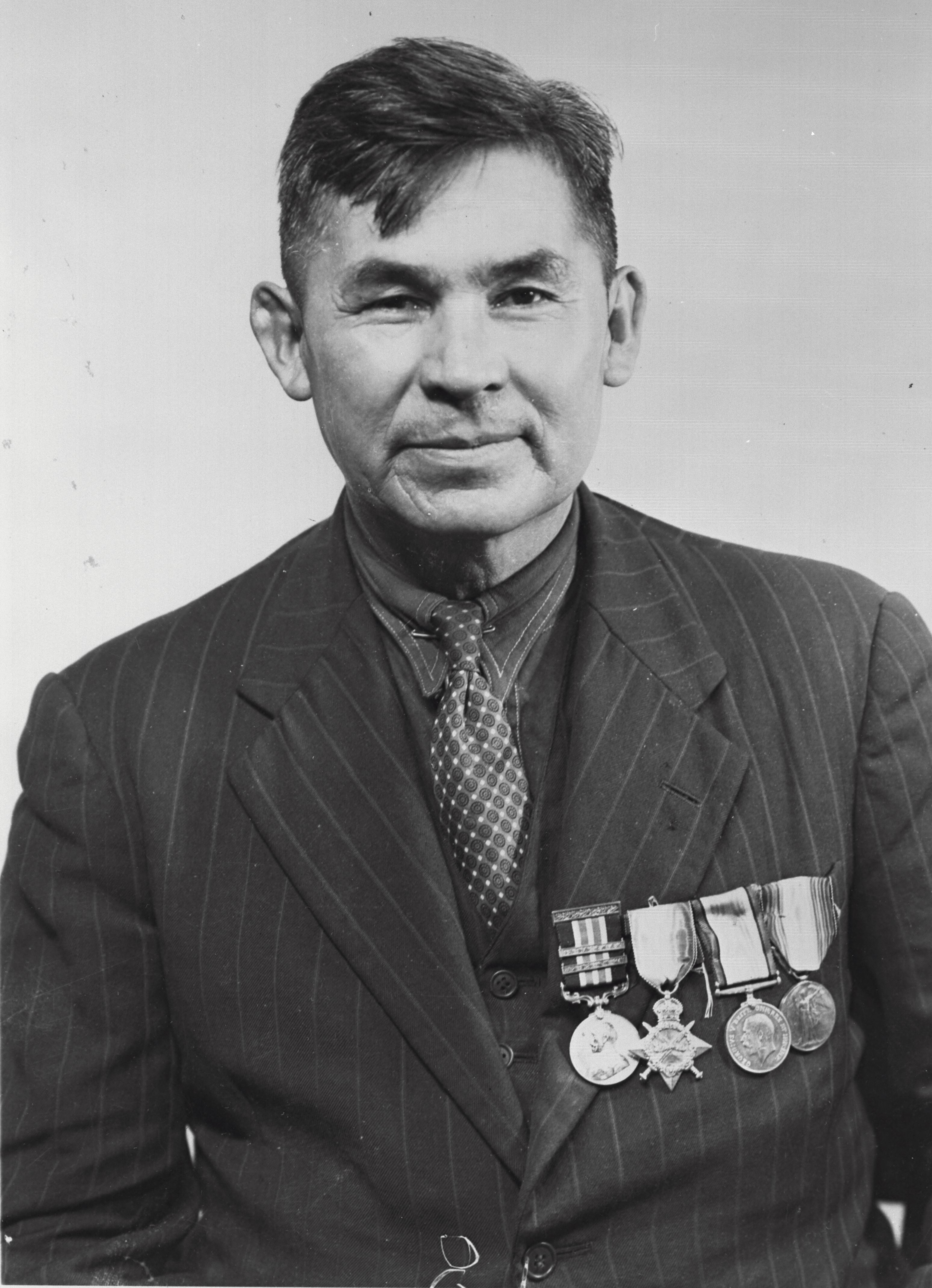
Pegahmagabow im Jahre 1945

Nach der Rückkehr aus Europa blieb Pegahmagabow als Reservist beim 23. kanadischen Regiment, den Northern Pioneers. In die Fußstapfen seines Vaters und Großvaters tretend, wurde er im Februar 1921 zum Stammeshäuptling der Ojibweg, gewählt, die sich später nach ihrem Stammesgebiet Parry Island Band nannten.
Seine Kriegsauszeichnungen bewahrten Pegahmagabow nicht davor, denselben Restriktionen und Diskriminierungen unterworfen zu bleiben wie alle indigenen Völker des Landes. Konkret bedeutete dies nicht nur, dass ihm das Wahlrecht vorenthalten wurde, sondern dass ein sog. Indianeragent, ein mit weitgehenden Befugnissen ausgestatteter weißer Beamter, auch über persönliche Angelegenheiten wie das Verlassen des Reservats oder die Auszahlung seiner Militärpension wachte. Zahlreiche indianische Kriegsveteranen begehrten jedoch gegen die Restriktionen auf und betätigten sich als politische Aktivisten. Sie waren in der Welt herumgekommen, hatten sich den Respekt der Kameraden in den Schützengräben verdient und weigerten sich, sich von dem Indianeragenten beiseiteschieben zu lassen. Der Historiker Paul Williams nannte sie „zurückgekehrte Soldatenhäuptlinge“ und erwähnte Pegahmagabow als einen der besonders umtriebigen Aktivisten. In seiner Eigenschaft als Stammeshäuptling trat er nunmehr nachdrücklich dafür ein, „sein Volk von der ̣‚weißen Sklaverei‘ zu befreien“, was zu regelmäßigen Auseinandersetzungen mit dem Indianeragenten John Daly führte. Dieser wiederum versuchte Pegahmagabow als Geistesgestörten („mental case“) abzuqualifizieren und agitierte heftig gegen ihn.
Allerdings war Pegahmagabow auch in seinem eigenen Stamm nicht unumstritten. Bereits kurz nach seiner Amtsübernahme hatte er z. B. gefordert, bestimmte Einzelpersonen und insbesondere alle „Rassenmischlinge“ aus dem Reservat auszuweisen, was heftige Diskussionenen ausgelöst hatte. Dies und die Auseinandersetzungen mit Daly führten schließlich dazu, dass Pegahmagabow, obwohl 1924 wiedergewählt, bereits im folgenden Jahr vom Häuptlingsamt zurücktrat, um seiner Absetzung zuvorzukommen.
1933 verschärfte das Department of Indian Affairs (DIA) seine Politik und verbot den Indianerhäuptlingen, direkt mit der DIA zu korrespondieren. Es ordnete an, dass alle Korrespondenz über den Indianeragenten abgewickelt wurde. Dies verschaffte dem Agenten noch größere Macht und bedeutete für Pegahmagabow, der 1933 noch einmal für drei Jahre ein politisches Amt als Mitglied des Stammesrates übernommen hatte, eine weitere zusätzliche Belastung.
Neben dem Machtkampf zwischen dem Indianerrat und der DIA beteiligte sich Pegahmagabow auch am Streit um die Inseln in der Georgsbucht des Huronsees. Die lokalen Selbstverwaltungen der Indianer beanspruchten die Inseln als ihr Land, doch Pegahmagabow und andere Häuptlinge versuchten vergeblich, diesen Status offiziell anerkennen zu lassen.
Während des Zweiten Weltkriegs arbeitete Pegahmagabow als Wachmann in einer Munitionsfabrik in der Nähe von Nobel, Ontario, und war Sergeant Major in der lokalen Miliz. 1943 wurde er Oberhäuptling des Native Independent Government, einem Vorläufer der Versammlung der First Nations („Assembly of First Nations“).

## Familie und Vermächtnis
Pegahmagabow war verheiratet und hatte sechs Kinder. Er starb 1952 im Alter von 61 Jahren im Parry-Island-Reservat.
Er ist in die Indian Hall of Fame im Woodland Centre in Brantford, Ontario, aufgenommen worden, und auf dem Rotary Algonquin Regiment Fitness Trail in Parry Sound befindet sich eine ihm und seinem Regiment gewidmete Gedenktafel. Die kanadischen Streitkräfte benannten zu seinen Ehren das Hauptgebäude der 3rd Canadian Ranger Patrol Group in ihrem Luftwaffenausbildungs- und Schulungszentrum Borden nach ihm.
Der kanadische Journalist Adrian Hayes schrieb eine zweiteilige Biografie über Pegahmagabow (Pegahmagabow: Legendary Warrior, Forgotten Hero, 2003 und Pegahmagabow: Life-Long Warrior, 2009).
Der Roman Three Day Road des Schriftstellers Joseph Boyden aus dem Jahr 2005 wurde in Teilen durch die Lebensgeschichte Pegahmagabows inspiriert. Der Protagonist ist eine fiktive Person, die wie Pegahmagabow als Scharfschütze im Ersten Weltkrieg dient. Pegahmagabow selbst tritt darin als Nebencharakter auf.
Eine lebensgroße Bronzestatue Pegahmagabows wurde zu seinen Ehren am Nationalfeiertag der First Nations, dem 21. Juni 2016, in Parry Sound in der Nähe der Georgsbucht eingeweiht. Sie stellt Pegahmagabow in seiner Weltkriegsuniform mit umgehängtem Ross-Gewehr dar. Auf der ausgestreckten linken Hand trägt er sein Geisttier, einen Adler, während hinter ihm ein Karibu ruht, das den Caribou-Clan repräsentiert, dem Pegahmagabow angehörte. Der Künstler Tyler Fauvelle arbeitete acht Monate an der Statue. Ein weiteres Jahr dauerte das Gießen. Fauvelle entschied sich dafür, es in Parry Sound zu errichten, anstatt in Wasauksing, um eine größere Öffentlichkeit zu erreichen und sie über die Beiträge der Ureinwohner Kanadas aufzuklären.

## Auszeichnungen
- Military Medal & Two Bars
- 1914–15 Star
- British War Medal
- Victory Medal (UK)[17]

Bei der Recherche zu seinem Roman Three Day Road wurde der Autor Joseph Boyden nach seiner Meinung gefragt, warum Pegahmagabow keine höhere Auszeichnung wie die Distinguished Conduct Medal oder das Victoria Cross erhalten habe. Boyden spekulierte, dass es daran lag, dass Pegahmagabow ein First-Nations-Soldat war und deshalb möglicherweise der Eifersucht seitens einiger Offiziere ausgesetzt war.